# Je t'appartiens
Je t'appartiens est une chanson composée et interprétée par Gilbert Bécaud en 1955. Les paroles sont de Pierre Delanoë.
Adaptée en anglais par Manny Curtis sous le titre Let It Be Me, l'œuvre devient un standard international grâce notamment aux interprétations des Everly Brothers en 1960 (qui atteignent la 7e place du Billboard américain), et de Willie Nelson en 1982 (qui atteint la 2e position du Billboard Country aux États-Unis).
Les versions par Elvis Presley puis Bob Dylan ou Nina Simone contribuent à populariser ce titre, devenant l'une des chansons de Gilbert Bécaud les plus chantées dans le monde avec Et maintenant (What now my love).

## Reprises et adaptations

### ReprisesJe t'appartiens

#### Années 1950-1960
- 1956 : Les Compagnons de la chanson
- 1967 : Olivier Despax
- 1968 : Esther Ofarim

#### Années 1970-1980-1990
- 1976 : Daniel Guichard
- 1997 : Ginette Reno
- 1998 : Renée Martel et Patrick Norman

#### Années 2000-2010
- 2006 : Karim Kacel
- 2008 : Jason Kouchak (en français et en anglais)
- 2009 : Eddy Mitchell (album Grand Écran)
- 2009 : Jean-François Breau et Marie-Eve Janvier
- 2010 : Roch Voisine (en français et en anglais)
- 2014 : Salvatore Adamo
- 2015 : Mario Pelchat
- 2016 : Patrick Zabé
- 2016 : Gilbert Montagné

### Adaptations

#### AnglaiseLet It Be Me

##### Années 1950-1960
- 1957 : Jill Corey (en)
- 1960 : The Everly Brothers
- 1961 : Chet Atkins
- 1962 : The Lettermen
- 1964 : Andy Williams
- 1964 : Betty Everett et Jerry Butler  (se classent N°1 au Cashbox's R&B chart[4]).
- 1964 : Gilbert Bécaud
- 1965 : Nancy Ames (en)
- 1965 : Sonny & Cher
- 1965 : Bobby Goldsboro
- 1965 : Freda Payne
- 1965 : Brenda Lee
- 1965 : The Shadows
- 1966 : Johnny Young (en)
- 1966 : Nancy Sinatra
- 1966 : Barbara Lewis (en)
- 1967 : The Sweet Inspirations
- 1967 : Mitch Ryder
- 1967 : Sam & Dave
- 1967 : The Righteous Brothers
- 1968 : Claudine Longet
- 1969 : Glen Campbell et Bobbie Gentry
- 1969 : The 5th Dimension
- 1969 : Tom Jones
- 1969 : Petula Clark
- 1969 : Françoise Hardy
- 1969 : James Brown et Vicki Anderson (en)

##### Années 1970
- 1970 : Leonard Nimoy
- 1970 : Bob Dylan
- 1970 : Jay and the Americans
- 1970 : Elvis Presley
- 1970 : Roberta Flack
- 1970 : Percy Sledge
- 1970 : Jackie Edwards
- 1970 : James Brown (album Super Bad)
- 1971 : André Gagnon
- 1971 : Van Morrison
- 1972 : Dakota Staton
- 1972 : Johnny Nash
- 1973 : Dennis Brown
- 1974 : Nina Simone
- 1974 : Pointer Sisters
- 1974 : Demis Roussos
- 1975 : Dave Edmunds
- 1975 : B. J. Thomas
- 1976 : New Trolls
- 1977 : Vicki Brown
- 1979 : Kenny Rogers & Dottie West

##### Années 1980-1990
- 1981 : Bob Dylan (Face B du 45 tours Heart Of Mine en Europe)
- 1982 : Willie Nelson
- 1982 : Hiromi Iwasaki
- 1985 : David Hasselhoff et Catherine Hickland
- 1987 : Nina Simone (medley If You Knew/Let It Be Me)
- 1991 : Ansy Dérose
- 1992 : Collin Raye
- 1994 : Julio Iglesias
- 1995 : Bobby Caldwell
- 1999 : Nina Simone (Live at Ronnie Scott's)

##### Années 2000
- 2000 : Nnenna Freelon
- 2002 : Olivia Newton-John & Cliff Richard
- 2003 : Willy DeVille
- 2004 : Paul Weller
- 2004 : Dave et Keren Ann
- 2006 : David Pajo
- 2007 : Kenny Vance (en) & Johnny Maestro & The Brooklyn Bridge
- 2008 : Jason Kouchak (en français et en anglais)
- 2008 : Jason Donovan
- 2008 : Ray Lamontagne
- 2008 : Paul Weller
- 2009 : Rod Stewart et Jennifer Hudson

##### Années 2010-2020
- 2010 : Neil Diamond
- 2010 : Roch Voisine (en français et en anglais)
- 2010 : Johnny Mathis & Alison Krauss
- 2011 : George Harrison (album de compilations Early Takes: Volume 1
- 2011 : Anggun
- 2011 : Jay & The Americans
- 2020 : Cliff Richard
- 2020 : Mark Dutton
- 2021 : Laura Nyro (unreleased Laura Nyro Live In Japan - 1994)[Quoi ?]
- 2022 : Jeff Beck & Johnny Depp

#### Autres

##### Années 1960-1970
- 1960 : Willeke Alberti (en néerlandais : Als ik je zie)
- 1960 : Honey Twins (en allemand : Zeig' Mir Bei Nacht die Sterne)
- 1961 : Ricky Gianco (en italien : Come Un Bambino)
- 1970 : Kiyoshi Hasegawa (en japonais : レット・イット・ビー・ミー)
- 1970 : Françoise Hardy (en allemand : Zeig Mir Bei Nacht Die Sterne)
- 1971 : Gilbert Bécaud (en italien : Come un bambino)
- 1972 : Karel Gott (en tchèque : Kéž Jsem To Já)
- 1974 : Demis Roussos (en italien : Come un bambino)
- 1977 : Tierra  (Let It Be Me in Spanish)

##### Années 1980-1990
- 1985 : Idoli  (version serbe : Samo Me Gledaj I Budi Tu)
- 1990 : Corinne Allal (version Hébreu : Safek Gadol ספק גדול, paroles de Ehud Manor)
- 1990 : Toni Rossi Ja Sinitaivas : (version finnoise : Kun uskoin unohdukseen)